# 将門神社 (柏市)
将門神社（まさかどじんじゃ）は千葉県柏市にある神社。

## 概略と沿革
創建年代は不明であるが、940年（天慶3年）の平将門の討死後まもなく、将門の次女の如春尼か三女の如蔵尼によって創建されたという。
当社の所在地が「岩井」なのは、平将門が都を置いた岩井に由来しているという。
社殿には将門にちなんだ「放れ駒」「隻眼の姫君」といった精巧な彫刻が施されている。

## 交通アクセス
- 東武バス岩井バス停留所で下車、徒歩5分。